# قائمة زملاء الجمعية الملكية المنتخبين في 1681
هذه الصفحة تعرض قائمة زملاء الجمعية الملكية المُنتخبين لعام 1681.

## الزملاء
- غريغوريو ليتي
- Hugh Chamberlen [الإنجليزية]‏
- Jodocus Crull [الإنجليزية]‏
- وليام بن
- Laurence Braddon [الإنجليزية]‏